# Fake news

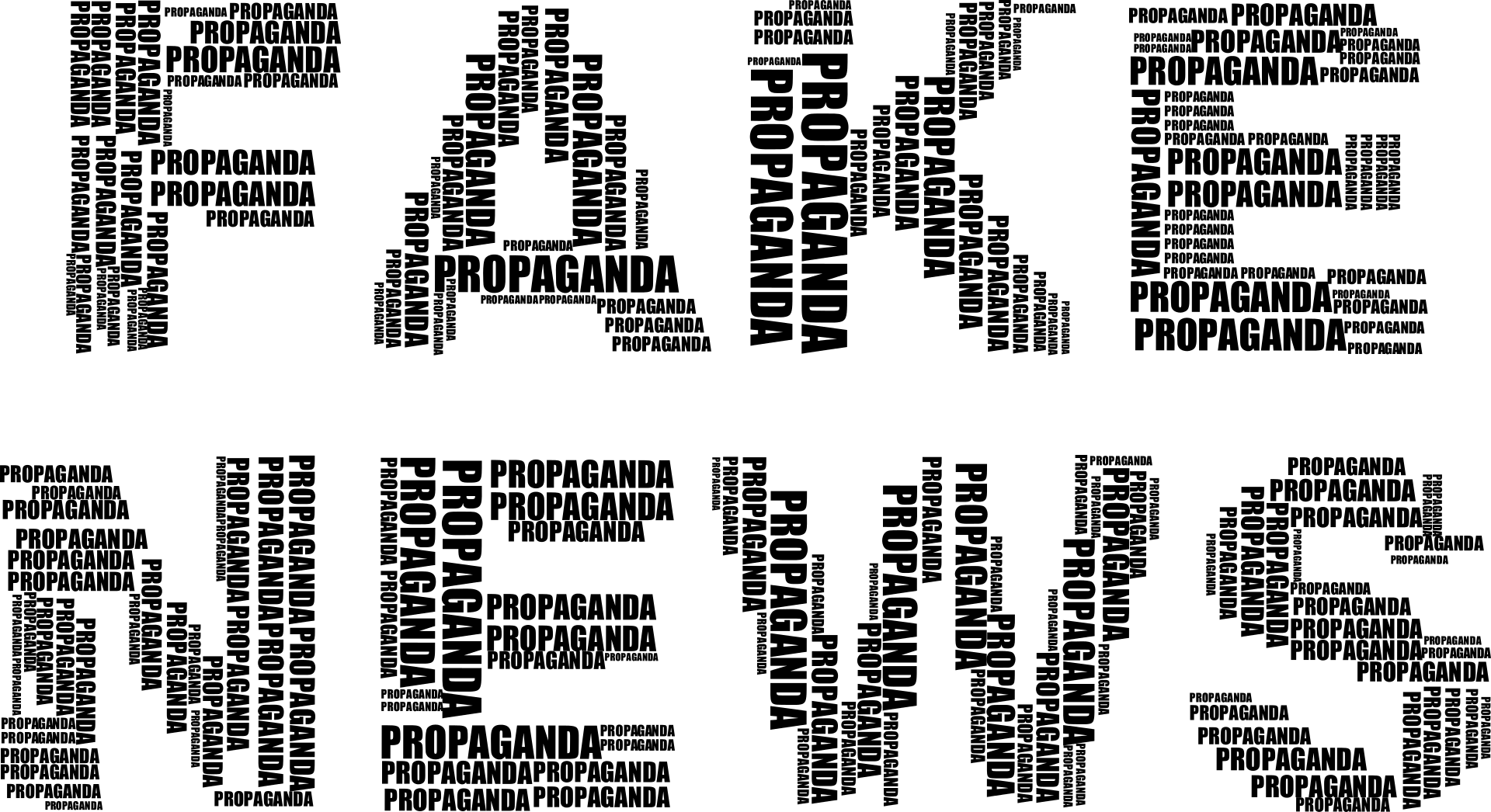
Nápis „fake news“ složený ze slov „propaganda“

Fake news (doslovně „falešné zprávy“) jsou žánr tzv. žluté žurnalistiky (bulvární či neetické novinařiny) úmyslně šířící dezinformace či hoaxy za účelem ovlivnit a zmanipulovat příjemce. Do žánru fake news nepatří parodie či satira. Doménou fake news v současné době bývají dezinformační weby, sociální sítě, šířeny ale mohou být prostřednictvím všech mediálních platforem. Původem tak sahají i do doby vynalezení knihtisku. Za jednu z nejstarších a zároveň plně moderních kauz tohoto druhu je považován tzv. Velký měsíční podvod (Great Moon Hoax) z roku 1835, k němuž došlo ještě před vznikem neologismu „fake news“.

## Vznik a definice
Spojení „fake news“ je neologismus. Jeho nepřesné používání může přinášet i problémy. Fake news jsou smyšleným dílem. Každá fake news musí být uvěřitelná, proto se musí zčásti zakládat na důvěryhodných informacích. To také vyžaduje její přizpůsobení kontextu v místě zveřejnění. Na obdobných principech se tvoří i tzv. urban legends, které ale na rozdíl od fake news má primární cíl pobavit, nikoliv zmanipulovat příjemce. Sdělení fake news mají většinou bulvární charakter a jsou formulována tak, aby vzbudila emoce.
Fake news v užším významu je žurnalistický útvar jehož důležitým znakem je záměrnost. Falešná zpráva je jakožto podvrh vytvářena účelově, vědomě, a tím se liší od zavádějící, chybné nebo poplašné zprávy (hoax). Chybná, mylná nebo nepřesná zpráva proto ještě nemusí být fake news. V širším významu však za falešnou můžeme považovat i neúplnou zprávu, jejímž hlavním účelem je pobavit čtenáře (srov. infotainment) nebo poukázat na obecnější nešvar, jako v případě satiry či parodie. Od satiry a parodie však fake news odlišuje několik důležitých znaků:
- Ten, kdo zprávu publikuje, nedává najevo, že je smyšlená,
- a ani ten, kdo zprávu čte, ji jako smyšlenou nevnímá.

Britská Příručka pro boj s dezinformacemi definuje fake news takto: „úmyslná dezinformace maskovaná jako novinky“. Jako příklad uvádí člověka, který není novinářem, ale který si vymyslí novinový příběh, aby ovlivnil veřejné mínění a podkopal důvěryhodnost mainstreamových médií. Falešná zpráva je následně publikována na soukromém webu.

## Šíření fake news
První, kdo podvrženou zprávu zveřejní je typicky nepříliš známé internetové médium, respektive dezinformační web. Autor doufá, že zpráva se z jeho webu dostane do mainstreamových médií. Současně jsou fake news sdíleny na sociální síť (typicky facebook). Na sociální síti pak dezinformační web šíří fake news nejen za pomoci své vlastní stránky, ale také spřízněné stránky s názvy jako např.: milujeme svět, sdílíme pravdu, ty nejlepší typy, které se starají o šíření fake news. Tyto tři konkrétně jmenované stránky využívá pro šíření svých zpráv český dezinformační web AC24.cz.
Studie z MIT, která zkoumala šíření ověřeně nepravdivých městských legend na sociální síti twitter, prokázala, že se falešné zprávy šířily rychleji než pravdivé. Zatímco podvržené zprávy z oblasti vědy, podnikání nebo zábavy se šířily jen o trochu rychleji než pravdivé zpravodajství, skokový rozdíl v množství sdílení byl zaznamenán, pokud se zprávy týkaly politiky. Část ze zkoumaných zpráv se šířila až 6× rychleji.
Dezinformace jako smyšlené nepravdivé či zavádějící tvrzení, je spíše jednotkou, stavebním prvkem fake news. I seriózním médiím se může stát, že šíří dezinformaci – neodhalí třeba záměr nebo agendu, se kterou byla vyslána do světa. Ale nestane se jim, že by šířila fake news. Neúmyslné sdílení nepravdivých informací se označuje jako misinformace.
Podle studie Kolumbijské univerzity lidé, pokud jsou (i nepřímo) ve skupině, mají tendenci si příliš neověřovat zprávy. To vede například právě k šíření dezinformací na sociálních sítích. Fake news ale šíří menšina uživatelů a více k tomu tíhnou starší lidé nad 65 let věku. Před sdílením fake news by tak pomohlo, kdyby si každý informaci nejprve ověřil.

## Příklady fake news
Komentátor v Guardianu a vysoce postavený člen královské rodiny Kataru označili za fake news tvrzení Spojených států a jejich spojenců z roku 2003, že Irák krátce před Američany vedenou invazí do Iráku vlastnil zbraně hromadného ničení. Později se toto tvrzení americké vlády a amerických tajných služeb ukázalo jako nepravdivé. Za fake news bylo v roce 2016 komentátorem ruské státní televizní stanice RT Neilem Clarkem označeno také tvrzení, které se objevilo před vojenskou invervencí v Libyi, že se libyjský režim chystal zmasakrovat obyvatelstvo Benghází. Tvrzení o chystaném masakru bylo později označeno za nepodložené Dolní sněmovnou Spojeného království.
Dezinformační web po demonstraci na Národní třídě dne 17. listopadu 2014, kdy účastníci demonstrace vystavili prezidentu Miloši Zemanovi červenou kartu, vytvořil článek o tom, že zmíněnou demonstraci organizovalo velvyslanectví USA v ČR. Tvrzení bylo vystavěno na základě fotografie účastnice demonstrace rozdávající červené karty kamarádkám. Dezinformační web z profilu účastnice na facebooku zjistil, že žena pracovala jako lektorka angličtiny pro velvyslanectví USA v Praze. Na této informaci dezinformační web vystavěl fake news o organizaci demonstrace americkou ambasádou.
V roce 2014 Rusko použilo státem kontrolovaná média, například síť RT, k rozšiřování dezinformací o okolnostech ruské okupace Krymu a sestřelu letu Malaysia Airlines 17 proruskými povstalci.
Volby prezidenta Francie 2017, ve kterých zvítězil Emmanuel Macron, také byly ovlivňovány fake news. Tchajwanská prezidentka Cchaj Jing-wen obvinila vládou placené trolly z Číny označované jako 50-cent army z šíření fake news na sociálních sítích ve snaze podpořit před tchajwanskými volbami v listopadu 2018 kandidáty nakloněné Pekingu.  Saúdská Arábie byla obviněna z šíření falešných zpráv, které se týkaly sporu s Kanadou a zavražděného saúdského novináře Džamála Chášukdžího.
Koncem roku 2018 sám týdeník Der Spiegel odhalil, že jeden z jeho novinářů Claas Relotius, který za své články získal v průběhu předchozích let mnohá ocenění, například cenu CNN „Novinář roku 2014“, si ve skutečnosti řadu svých článků zásadním způsobem domýšlel a dokresloval, vymýšlel si celé pasáže a příběhy a citoval vymyšlené osoby. Pro Spiegel Relotius napsal od roku 2011 téměř 60 článků. Rok před vypuknutím aféry se několik občanů amerického města Fergus Falls snažilo kontaktovat redakci Der Spiegelu na Twitteru, aby upozornili na spoustu nepravd v Relotiusově článku o jejich městě. Redakce nedostatky v Relotiusových textech přiznala pět týdnů po internímu upozornění jeho kolegy Juana Morena, který musel několik týdnů čelit hrozbám a nátlaku, a vlastním rešerším, autor manipulace se přiznal a redakci opustil.
Americký prezident Donald Trump opakovaně obvinil z šíření fake news americká média, například televizi CNN či deníky The New York Times či The Washington Post. Amerického prezidenta podpořil polský prezident Andrzej Duda, který napsal: „Musíme nadále bojovat proti tomuto jevu. Polsko zažívá moc falešných zpráv z první ruky. Mnoho evropských a dokonce i amerických úředníků utváří své názory na Polsko na základě neúprosného toku falešných zpráv.“ V prosinci 2016 byl za šíření fake news kritizován americký deník Washington Post, poté co otiskl nepravdivou zprávu, že hackeři z Ruska pronikli do centrální elektrizační soustavy Spojených států. Naopak západní média za jedny z častých šiřitelů fake news uvádějí zpravodajské zdroje rozšiřující ruskou propagandu.
Umělá inteligence je schopna rozpoznávat i generovat uvěřitelná fake news. Detekci ale lze oklamat.
Marketingovým příkladem zneužití fake news bylo v roce 2017 oznámení Ohio Pork Council o nedostatku slaniny. Tato zpráva měla okamžitý krátkodobý efekt ve formě zvýšených statistik prodeje. V únoru 2017 byla zpráva na základě statistik z konce roku 2016 označena za falešnou.

## Reakce
Účinnou reakci na fake news je fact-checking. Sociální síť facebook proti šíření českých fake news uzavřela smlouvu s českým fact-checkingovým portálem Demagog.cz Podle skupiny analytiků z Yaleovy univerzity jsou opatření Facebooku v boji proti fake news nedostatečná.
V Česku se vyvracením fake news zabývá Centrum proti terorismu a hybridním hrozbám, projekt Manipulátoři.cz, či spolek Fakescape. Proti šiřitelům dezinformací a falešných zpráv (v tomto kontextu označeným jako „trollové“) rovněž začali vystupovat anonymní samozvaní bojovníci nazývající se po vzoru fantasy žargonu za „elfy“.
Proti fake news se také stavěl projekt zakladatele Wikipedie - Wikitribune.
V roce 2017 byl výraz fake news vyhlášen Collinsovým výkladovým slovníkem za slovo roku.
Vláda Sociálních demokratů ve Švédsku varovala před šířením dezinformací a propagandy ze strany Ruska před parlamentními volbami ve Švédsku v roce 2018. Vyškolila proto úředníky a do švédských domácností distribuovala miliony letáků varujících před hrozbou. Po volbách provedl Oxford Internet Institute, který je součástí Oxfordské univerzity, analýzu šíření falešných zpráv a dezinformací ve Švédsku a zjistil, že okolo 80 % hlavních zdrojů bylo domácího švédského původu a ruské zdroje představovaly pouhé 1 % URL adres, ze kterých byly šířeny falešné zprávy.
Americká kyberbezpečnostní firma New Knowledge, jejíž zprávu o údajném ruském působení a ovlivňován voleb zveřejnil zpravodajský výbor amerického Senátu jako důkaz vlivu ruských fake news a dezinformací ve Spojených státech, byla v prosinci 2018 obviněna, že ve spolupráci se společností napojenou na Demokraty vytvořila tisíce falešných ruských trollů na Facebooku a Twitteru, kteří měli během senátních voleb v Alabamě vytvořit dojem, že Rusové podporují republikánského kandidáta Roye Moora. Moore nakonec volby do Senátu prohrál.
Rozzlobení lidé častěji uvěří falešným zprávám než ti v klidnější situaci.